# Scolochilus lautus
Scolochilus lautus är en skalbaggsart som beskrevs av Monné och Tavakilian 1988. Scolochilus lautus ingår i släktet Scolochilus och familjen långhorningar. Inga underarter finns listade i Catalogue of Life.